# Hramotne, Verhovîna
Hramotne (în ucraineană Грамотне) este un sat în comuna Probiinivka din raionul Verhovîna, regiunea Ivano-Frankivsk, Ucraina.

## Demografie
Componența lingvistică a localității Hramotne
     Ucraineană (100%)
Conform recensământului din 2001, toată populația localității Hramotne era vorbitoare de ucraineană (100%).